# اضطراب النفضة
يتم تعريف اضطرابات التشنج اللاإرادي أو اضطرابات العَرّة أو «النفضة» (بالإنجليزية: Tic disorders)‏ في الدليل التشخيصي الإحصائي للاضطرابات النفسية (DSM) على حسب النوع (الحركي أو الصوتي) ومدة التشنجات اللاإرادية (الحركات المفاجئة أو السريعة أو غير المنتظمة). يتم تعريف اضطرابات النفضة بطريقة مماثلة من قبل منظمة الصحة العالمية (رموز المراجعة العاشرة للتصنيف الدولي للأمراض)

## التصنيف
المراجعة العاشرة للتصنيف الدولي للأمراض (ICD-10)
- F95.0 اضطراب نفضي مؤقت
- F95.1 اضطراب حركي أو صوتي مزمن
- F95.2 اضطراب صوتي مع اضطرابات حركية متعددة مجتمعة (متلازمة توريت)
- F95.8 اضطرابات نفضية أخرى
- F95.9 اضطراب نفضية غير محددة

المراجعة الرابعة من الدليل التشخيصي والإحصائي للاضطرابات النفسية (DSM-IV-TR)
في المراجعة الرابعة من الدليل التشخيصي والإحصائي للاضطرابات النفسية
تم تصنيف اضطرابات التشنج اللاإرادية / النفضية على النحو التالي:
- يتألف الاضطراب النفضي المؤقت من العديد من النفضات الحركية و / أو التشنجات الصوتية لمدة لا تقل عن 4 أسابيع، ولكن أقل من 12 شهرًا.
- الاضطراب النفضي المزمن يكون إما منفردًا أو متعدد أو تشنجات صوتية، ولكن ليس كلاهما، وتكون ظاهرة لأكثر من عام.
- تم تشخيص متلازمة توريت عندما كان كلا من التشنجات الحركية والسمعية موجودة لأكثر من عام.
- تم تشخيص اضطراب التشنج اللاإرادي (الغير محدد على شكل آخر) عندما كانت التشنجات اللاإرادية موجودة، لكنها لم تطابق مواصفات أي اضطراب محدد.

من المراجعة الرابعة من الدليل التشخيصي والإحصائي للاضطرابات النفسية DSM-IV-TR إلى المراجعة العاشرة للتصنيف الدولي للأمراض (ICD-10)
تم نشر DSM-5 في عام 2013، حاملةً تحديث لما ورد في DSM-IV-TR، الذي تم نشره في عام 2000. وقد تمت التغييرات التالية:
- تمت إزالة كلمة «نمطي / تكراري» من تعريف الاضطرابات النفضية: فكثيراً ما كانت تشخص الصور النمطية لاضطراب الحركة بشكل خاطئ على أنها اضطرابات نفضية أو متلازمة توريت.[10][11] كان تعريف الاضطراب النفضي متفق مع جميع اضطرابات العَرّة، وتمت إزالة كلمة النمطي للمساعدة في التمييز بين الصور النمطية (الشائعة في اضطرابات طيف التوحد) واضطرابات النفضة.[11]
- استخدام «الاضطراب النفضي التمهيدي» بدلا من «اضطراب نفضي مؤقت»: لأنه الاضطرابات النفضية البدائية قد يتم تشخيصها كاضطرابات لاإرادية مزمنة أو اضطراب توريت، ويمكن التعبير بلفظ«مؤقت» في وقت لاحق ولا يكون مفيدا جدا للطبيب. مصطلح «التمهيدي» يُرضي الخبراء الذين يتبعون تقييما وبائيا أكثر انتظاما في التعامل مع الاضطرابات، ولكنه لا ينبغي أن يعني ضمنا أنه لا يستدعي العلاج.[11]
- التمييز من الاضطرابات الحركية المزمنة والاضطرابات الصوتية: أضاف DSM-5 عاملا محددًا للتمييز بين التشنجات الصوتية والحركية التي تكون مزمنة. تمت إضافة هذا الفارق لأن معدلات أعلى من التشخيصات وُجدت مع التشنجات اللاإرادية الصوتية المتعلقة التشنجات اللاإرادية الحركية.
- تم حذف استخدام المحفزات كسبب للاضطراب: لا يوجد أي دليل على أن استخدام المحفزات يسبب اضطرابات النفضة.[11]
- إضافة فئات جديدة، محددة وأخرى غير محددة: للاضطرابات النفضية التي تؤدي إلى خلل كبير لدى الفرد والتي لم تستوفي بعد المعايير الكاملة لغيرها من اضطرابات النفضة.[6] تتضمن الفئات الجديدة التشنجات اللاإرادية التي تبدأ عند البلوغ، [6] أو التشنجات اللاإرادية المحفزة بواسطة حالات صحية أخرى أو تعاطي المخدرات غير المشروعة.[11]

```
الدليل التشخيصي الإحصائي للاضطرابات العقلية DSM-5
```

المراجعة الخامسة للدليل التشخيصي والإحصائي للاضطرابات العقلية (DSM-5)، والتي نُشرت في مايو 2013، تصنف اضطراب توريت واضطرابات النفضة المدرجة في فئة الاضطرابات العصبية النمائية.
```
اضطرابات التشنج النفضية، بحسب درجة الخطورة، هي:
[
6
]
```

```
307.20 اضطراب نفضي محدَّد آخر (حدد السبب)
```

307.20 اضطراب نفضي غير محدد
307.21 اضطراب نفضي مؤقت
307.22 اضطراب مستمر (مزمن) أو اضطراب صوتي (حدد جركي أم صوتي)
307.23 اضطراب توريت

## التشخيص
يجب التمييز بين التشنجات اللاإرادية (النفضية) والأسباب الأخرى للتوريتية، والتشنجات التكرارية، والرقاص، والخلل الحركي، والرمع العضلي، والاضطراب الوسواسي القهري.

## العلاج
التعليم، واستراتيجية «المراقبة والانتظار»، هما العلاجان الوحيدان اللازمان لكثير من الحالات، ولا يسعى غالبية الأفراد الذين يعانون من النفضات اللاإرادية إلى العلاج؛ علاج الاضطرابات النفضية مماثلة لعلاج متلازمة توريت.

## معدل الانتشار
اضطرابات التشنج اللاإرادية أكثر شيوعًا بين الذكور أكثر من الإناث.
النسبة تصل إلى إصابة شخص واحد من كل 100 شخص بشيء من اضطرابات النفصة، عادة قبل بداية سن البلوغ. متلازمة توريت هي التعبير الأكثر شدة داخل طيف اضطرابات النفضة، والتي يُعتقد أنها تنتج عن نفس الاستعداد الوراثي. ومع ذلك فإن معظم حالات متلازمة توريت ليست شديدة. على الرغم من توفر قدر هائل من العمل الاستقصائي يشير إلى الترابط الوراثي لمختلف اضطرابات النفضة، إلا أن هناك حاجة لتأكيد هذه العلاقة.